# Semele androgyna
Semele androgyna är en sparrisväxtart som först beskrevs av Carl von Linné, och fick sitt nu gällande namn av Carl Sigismund Kunth. Semele androgyna ingår i släktet Semele och familjen sparrisväxter.

## Underarter
Arten delas in i följande underarter:
- S. a. androgyna
- S. a. pterygophora

## Bildgalleri

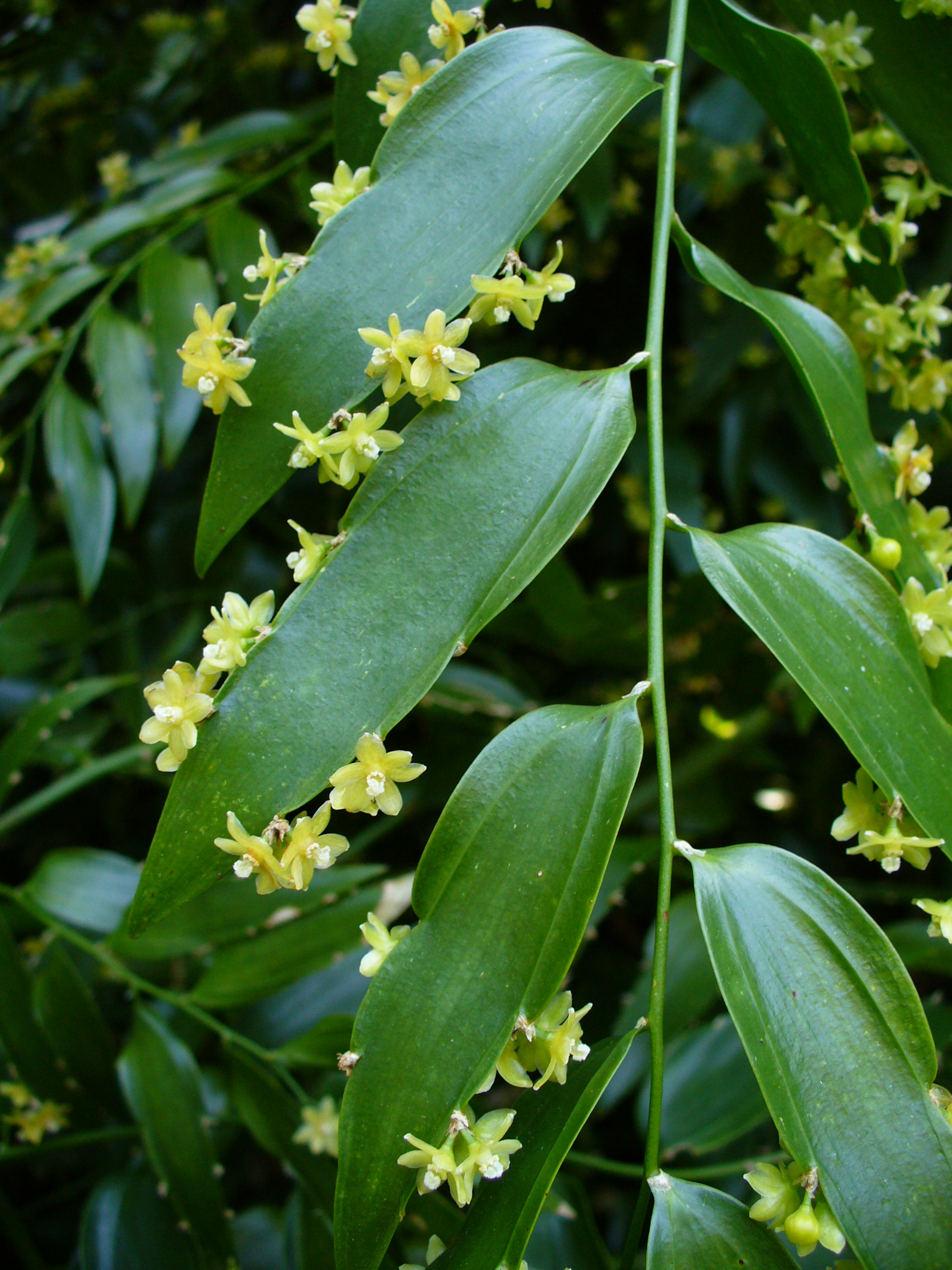
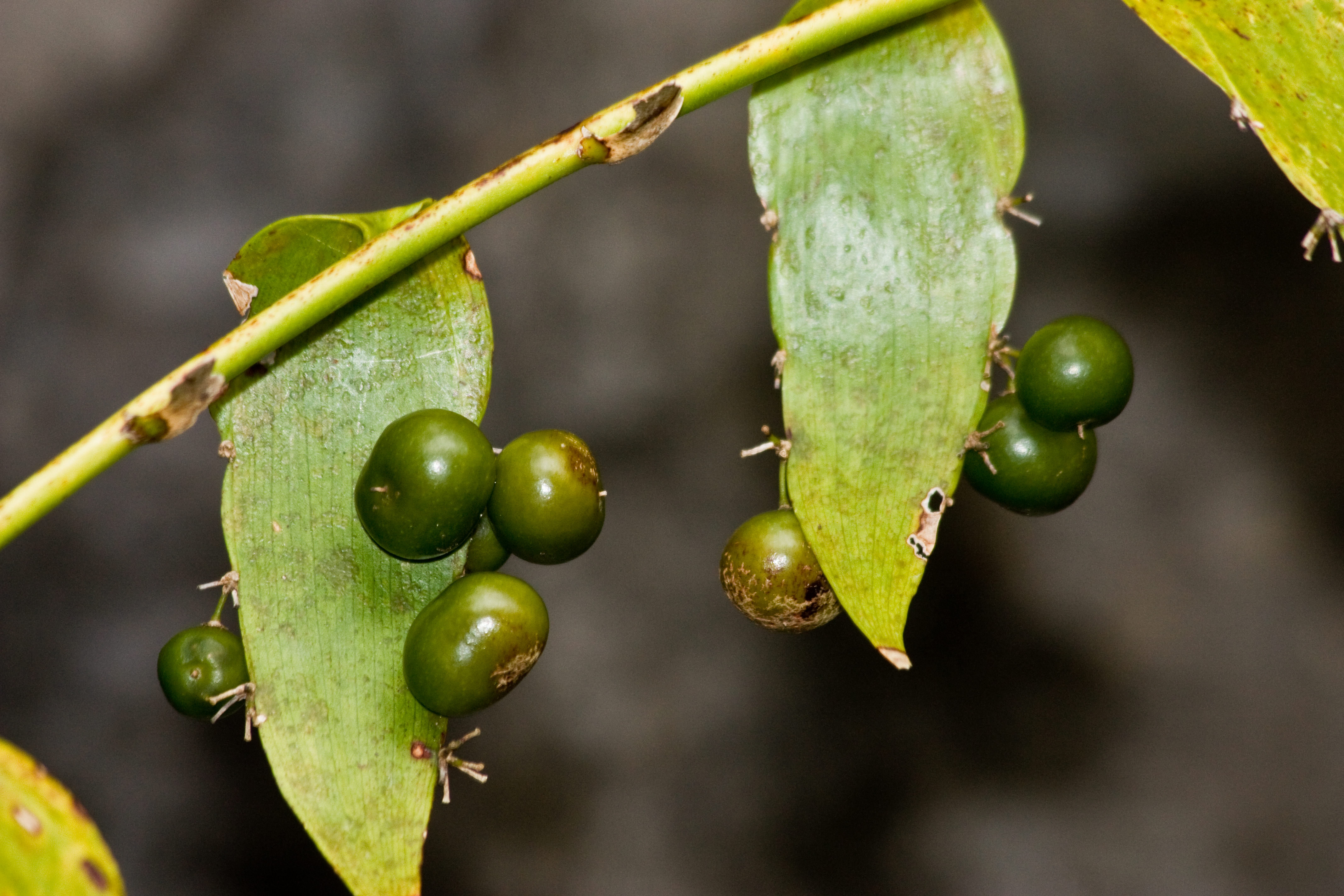
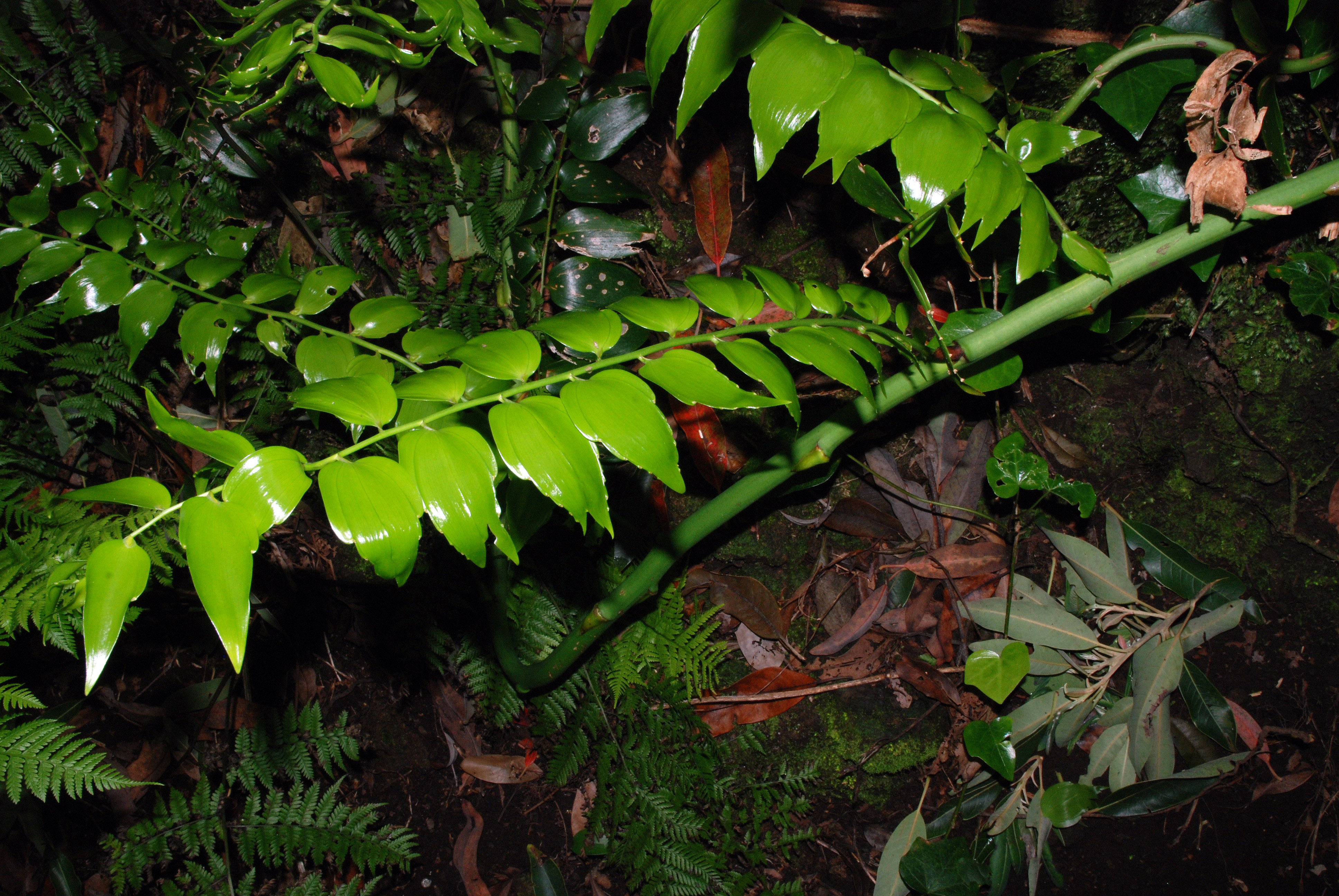
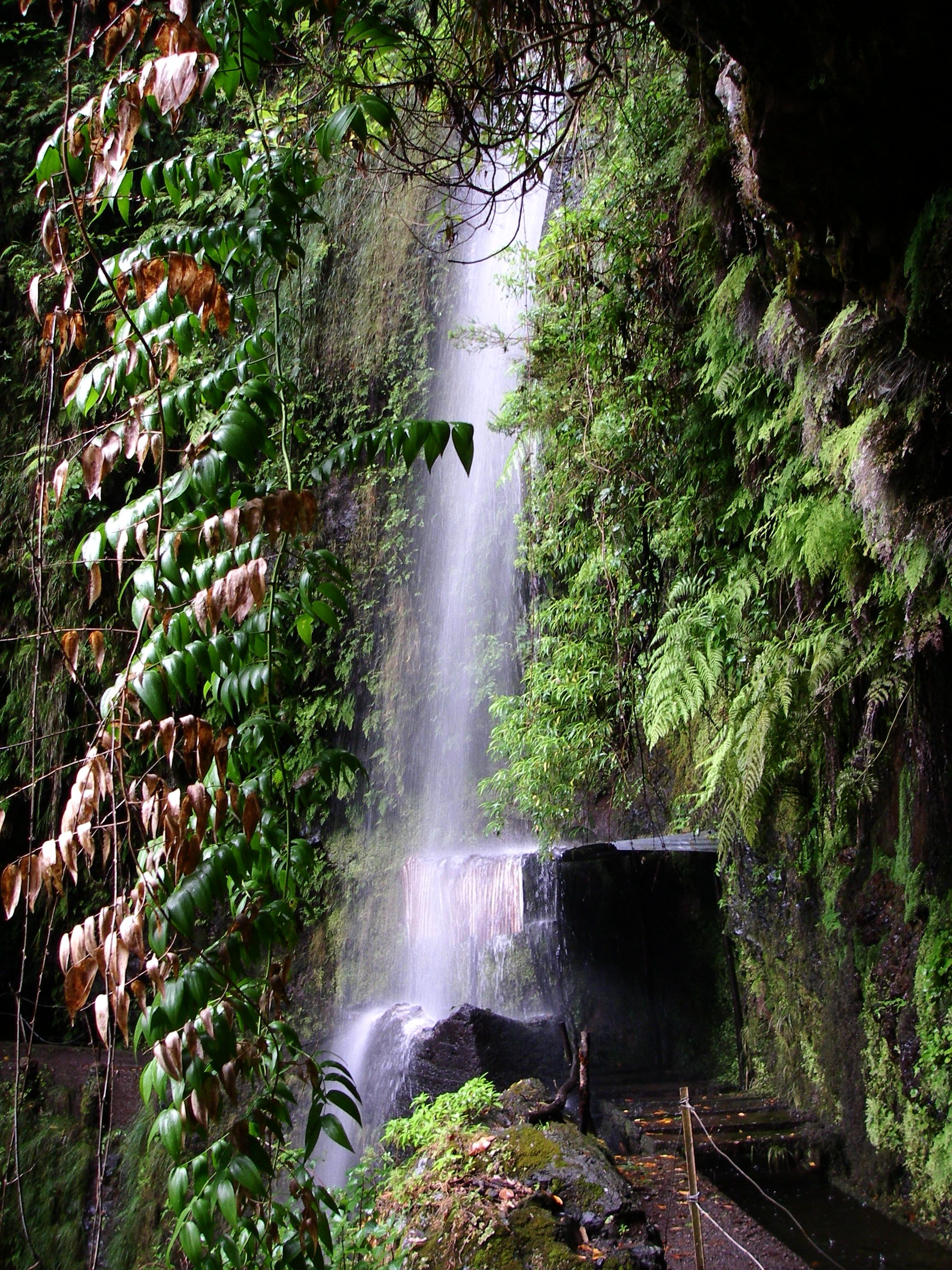
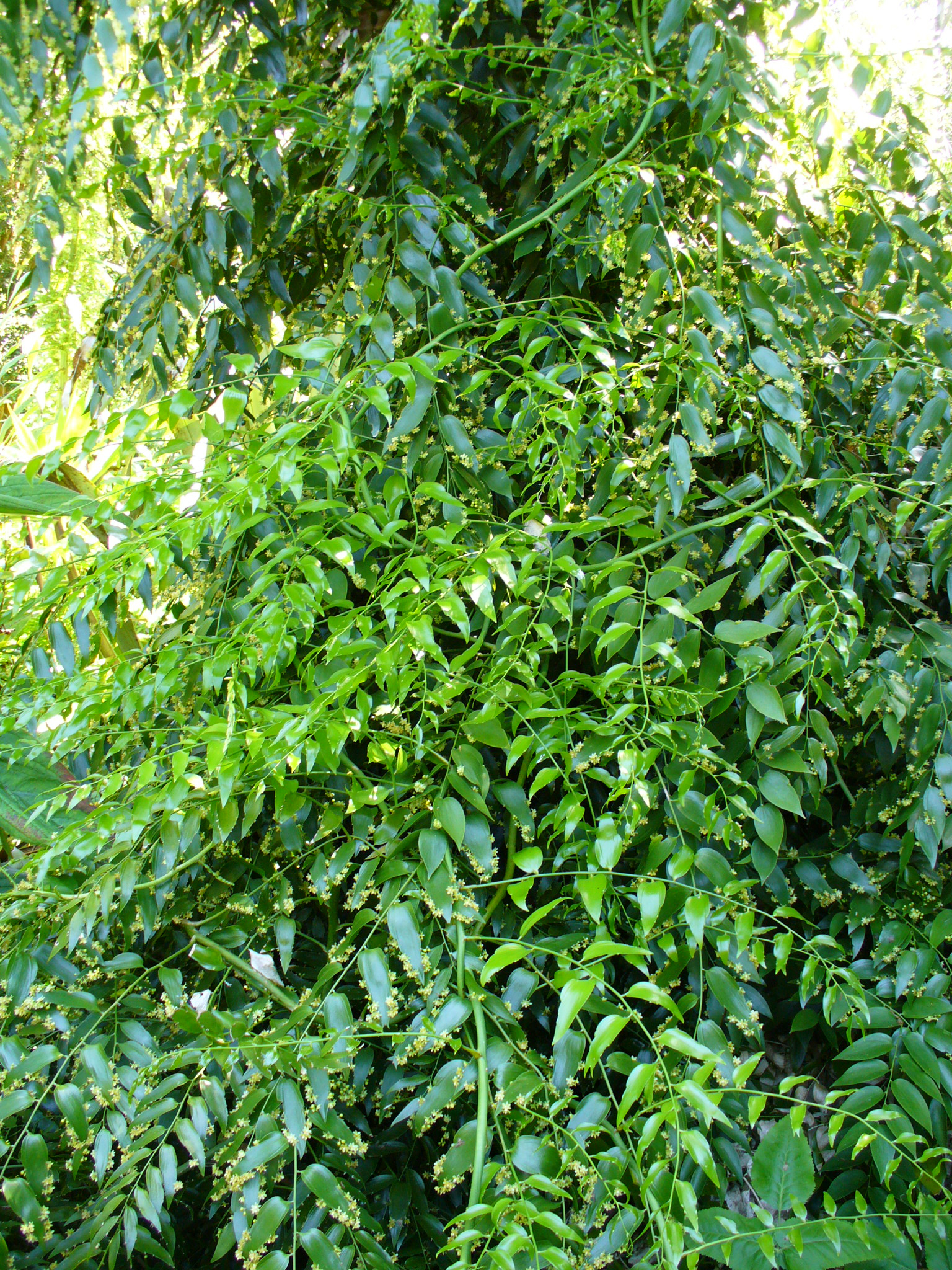
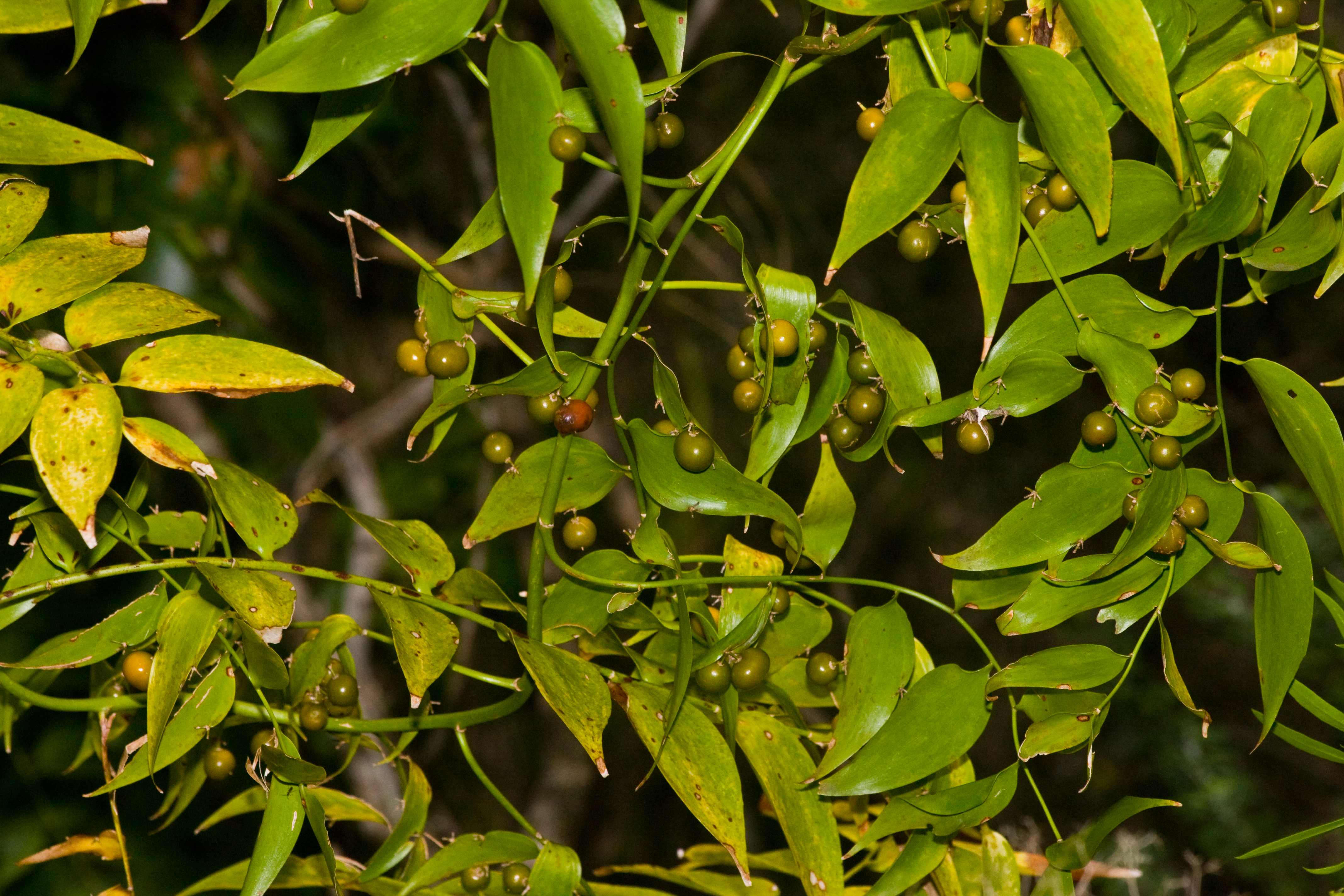